# Uropeltis nitida
Espèce
Synonymes
- Silybura nitida Beddome 1878
- Uropeltis nitidus (Beddome, 1878)

Statut de conservation UICN

 DD  : Données insuffisantes
Uropeltis nitida est une espèce de serpents de la famille des Uropeltidae. 

## Répartition
Cette espèce est endémique des Anaimalai Hills au Kerala dans le sud de l'Inde.

## Publication originale
- Beddome, 1878 : Descriptions of new Uropeltidae from Southern India, with remarks on some previously described species. Proceedings of the Zoological Society of London, vol. 1878, p. 154-155 (texte intégral).